# 休會待續無期
休會待續無期（英語：adjourn sine die，/ˈsʌɪni ˈdʌɪiː/）代表議程暫停，沒有為另一次會議定下開會日期，其中在拉丁語的意思為「沒有日期」或「無期」。因此，休閉會議無期，即代表無限期休會。立法機關的無限期休會等同沒有為再開會定下日期。
此詞可用於美國國會，當該屆國會任期來到終結之時，且預料此屆別的全體議員不會再以同樣身份開會之時，便會宣布「休會待續無期」。「休會待續無期」與「解散議會」之分別：前者可以讓議員參與特別會期，後者不能。

## 立法機關使用情況

### 美国
一屆美國國會通常都有至少兩個會期，以第110届為例則分為第一個會期（2007年）和第二個會期（2008年）。由於該屆國會議員可能放棄競逐連任，又或競逐連任失敗，因此下屆國會的組成不會與現屆的一模一樣。此時，議長就會在該屆國會結束時宣布休會待續無期。再以第110屆為例，國會就會宣布「第110屆美國國會的第二個會期今日結束，休會待續無期。」宣布過後，眾議院議長和参议院多數党领袖就會商討下個屆別的開會日期。
詹姆斯·麦迪逊在長編年史中寫道，「除了拒絕許可自己名字寫上去的伦道夫先生、梅森先生和格里先生外，美國憲法獲得其餘所有（制宪会议）成員簽署。制憲會議最終休會，待續無期，自行解散。」
《美利堅聯盟國國會日誌》中的最終篇提及：「步入（1865年3月18日）兩點鐘，議長宣布應屆眾議院休會待續無期」。
此詞語也可用在州議會中。在佛罗里达州议会，此詞多數能在傳統的休會典禮中聽到。典禮期間，州参议院和州众议院各自的議會警衛官步出議事廳時會手持手帕，雙方相見時便會丟下手帕，象徵會期終結。
2020年2月，總統特朗普的彈劾審訊結束，總統所有控罪獲判不成立。多數黨領袖麥康奈爾繼而動議「作為審訊彈劾總統當奴·特朗普的參議院會議休會，待續無期。」主持會議的首席大法官約翰·羅勃茲其後宣布「在無反對下，本動議獲通過。作為審訊彈劾總統當奴·特朗普的參議院會議休會，待續無期。」

### 英屬香港
香港戰前時期的立法局不一定會舉行例行會議，因此立法局的休會大多都是待續無期。到後期立法局制度和代議政制逢勃發展，大會逐漸成為例行會議，因此待續無期的休會也不再多見。
1997年6月28日，有154年歷史的立法局舉行最後一場會議，當梁智鴻的《告別議案》在口頭表決獲一致通過後，末任主席黃宏發發表臨別講話，宣告結束已經持續兩日一夜會議。
|                                | 隨著香港邁向新階段，大家應以平常心面對各樣事情，我謹祝各位在未來的日子裏事事順遂。 根據《立法局會議常規》，我宣布本局休會，待續無期。 |
| ——黃宏發，1997年6月28日早上8時 | |

爾後，立法局正式被解散，不會再被召開。黃宏發在立法局被解散後多年接受訪問時，表示「一個會議到了最後，就不會再繼續」。

## 其他使用情況
若公司更改名稱、賣盤、併購或清盤時，董事會可能會宣布無限期休會。當商議事項或議程獲處理或解決後，大會或群眾會議將會「休會待續無期」，並解散該會議機關。
法院可能會就案件宣布休庭待續無期，即代表暫停該案件審理程序直至另行通知，箇中原因包括：案件開始時程序有誤，因而需要永久休庭，讓各方選擇以正確程序開展案件；又或因司法程序在短時間都沒有機會重啟，例如是被告身處牢獄、在民事及婚姻訴訟中雙方均告缺席或該傳票/呈請包括了其他正在進行中的關連訴訟，需等待有關裁決作出後方可繼續而沒有確實的復審日期。此類的「休庭待續無期」，理論上可以在情況有所改變時重啟，而有關案件的公聽會或聽證會亦是無限期開放，未有宣告結束。